# 蒂莫·韦斯
蒂莫·韦斯（德語：Timo Weß，1982年7月2日—），德国男子曲棍球运动员。他曾代表德国参加2004年、2008年和2012年夏季奥林匹克运动会曲棍球比赛，获得二枚金牌和一枚铜牌。

## 家庭
弟弟本亚明·韦斯。